# کرن داش

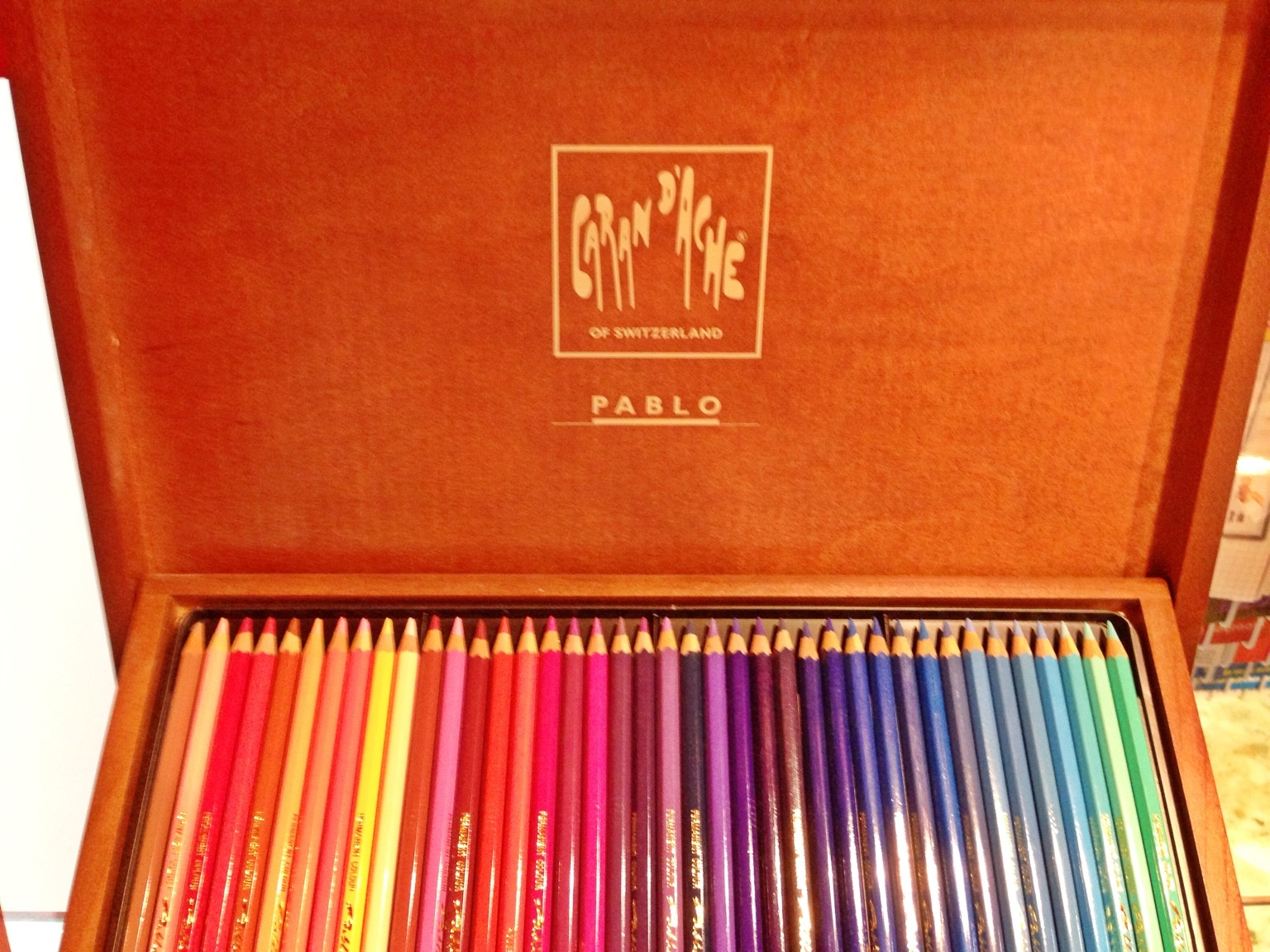
از محصولات کمپانی کرن داش.

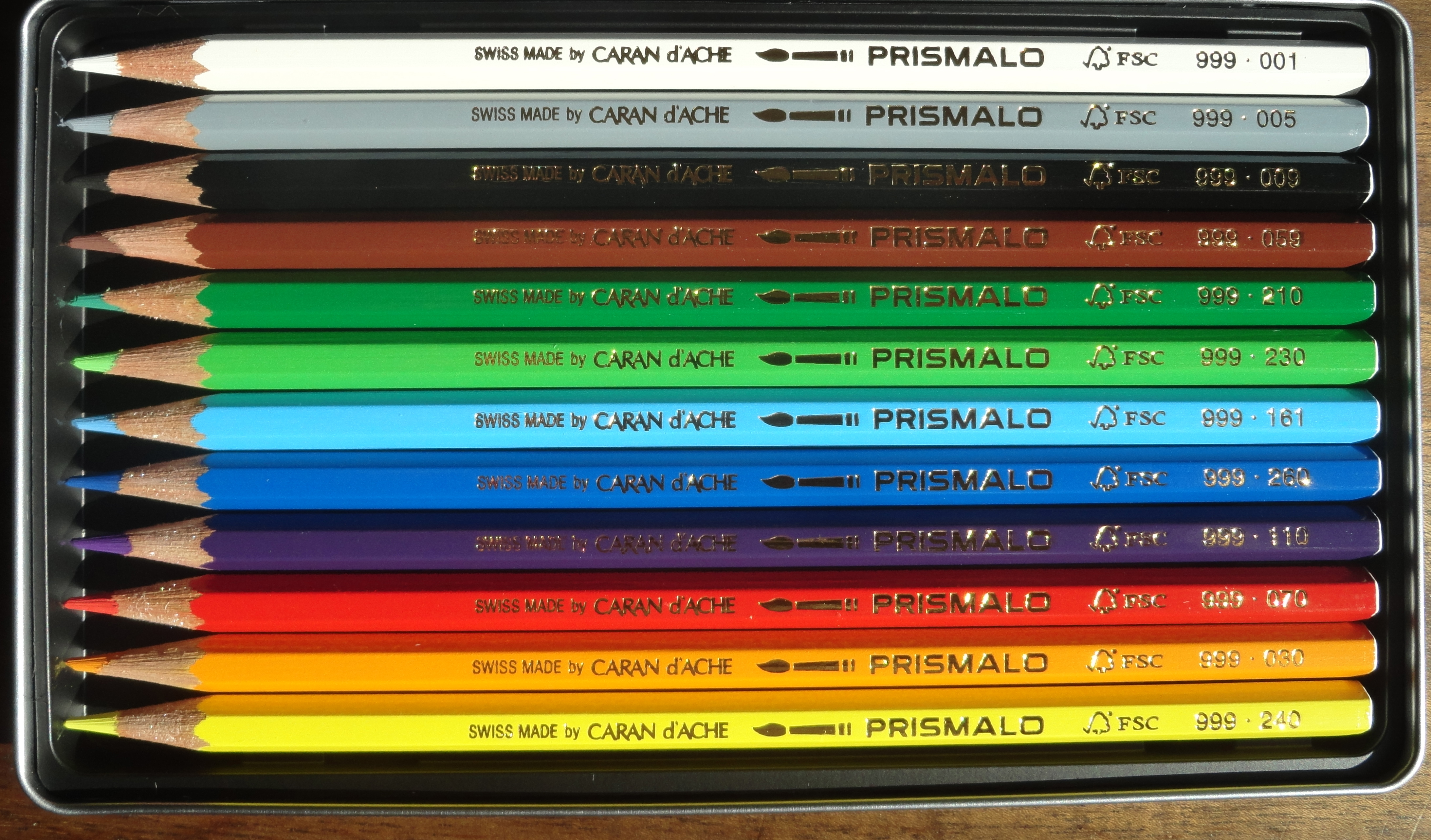

کَرَن داش (به انگلیسی: Caran d'Ache) نام یک شرکت سوئیسی تولید کننده‌ی نوشت‌افزار می‌باشد، این شرکت در سال ۱۹۱۵ تأسیس شده‌است.

## تاریخچه
این شرکت در سال ۱۹۱۵ در شهر ژنو، پایتخت سوئیس تأسیس شد.

## در ایران
بعد از توافق برجام و رفع تحریم‌ها و آغاز همکاری اقتصادی بسیاری از کشورها با ایران، این شرکت بعد از چهل سال، یک بار دیگر محصولات خود را به ایران عرضه کرد.